# ويليام هنري درابر
ويليام هنري درابر (بالإنجليزية: William Henry Draper)‏ هو سياسي أمريكي، ولد في 24 يونيو 1841 في الولايات المتحدة، وتوفي في 7 ديسمبر 1921 بتروي في الولايات المتحدة. حزبياً، نشط في الحزب الجمهوري. وقد انتخب عضو مجلس النواب الأمريكي.